# Diasporus igneus
Diasporus igneus es una especie de anfibios de la familia Hylidae. Es endémica de Panamá. Su rango altitudinal oscila alrededor de 1700 m s. n. m.. Su hábitat natural es el bosque nuboso.